# Inspiration Is Dead
Inspiration Is Dead je druhé studiové album skupiny Ling Tosite Sigure, vydané 22. srpna 2007.
Album si skupina sama nahrála ve vlastním studiu a též si album sama produkovala. Toto album již dosahovalo desetitisícového prodeje.

## Seznam skladeb
Hudbu složil(i) Tōru "TK" Kitajima.. 
| Pořadí         | Název                                            | Délka |
| -------------- | ------------------------------------------------ | ----- |
| 1.             | Nakano Kill You                                  | 3:10  |
| 2.             | Cool J                                           | 3:56  |
| 3.             | Disco Flight                                     | 4:30  |
| 4.             | Knife Vacation                                   | 4:02  |
| 5.             | AM 3:45                                          | 6:33  |
| 6.             | Akai Yūwaku (赤い誘惑 "Red temptation")          | 4:48  |
| 7.             | 1/f no Kanshoku (1/fの感触 "Feeling of 1/f")     | 4:45  |
| 8.             | I Not Crazy Am You Are                           | 4:41  |
| 9.             | Yūkei no Kioku (夕景の記憶 "Memories of Sunset") | 6:11  |
| Celková délka: | Celková délka:                                   | 42:36 |

## Obsazení
- Tōru Kitajima – zpěv, kytara
- Miyoko Nakamura – zpěv, baskytara
- Pierre Nakano – bicí